# Maguén David Adom
El Maguén David Adom o Estrella de David Roja  (en hebreo: מגן דוד אדום, transliterado: Maguén David Adom; literalmente: el «escudo de David rojo») de Israel es el servicio nacional de emergencia y asistencia médica, de desastres y ambulancias. El ente es también responsable del banco de sangre del país.
En 2006, fue admitida oficialmente por el Movimiento Internacional de la Cruz Roja y de la Media Luna Roja. Desde entonces es miembro de pleno derecho de la Federación Internacional de Sociedades de la Cruz Roja y de la Media Luna Roja.
El Servicio de Emergencias israelí Maguén David Adom proporciona capacitación a equipos de emergencias de otros países. Asimismo salva vidas todos los días brindando servicios de ambulancia y respuesta médica de urgencia de Israel, administrando el banco de sangre nacional y brindando ayuda internacional en casos de desastre. La gran mayoría de los médicos y paramédicos son voluntarios.
Cuenta con 900 ambulancias, 1600 colaboradores y 10.000 voluntarios que trabajan en tiempos de paz y que actúan como auxiliares del Comando de Defensa Civil y el servicio médico de las fuerzas armadas en tiempos de guerra.
Maguén David Adom es una organización de ayuda humanitaria que no discrimina por motivos de religión, origen u origen étnico y atiende pacientes de cualquier origen.

## Historia
Hacia el final de la Primera Guerra Mundial se expresó un fuerte deseo entre los regimientos judíos: recibir ayuda médica por medio de una organización y no por la cruz roja. En abril de 1918 fue levantado en los Estados Unidos Maguén David Adom para participar en el trabajo médico y sanitario en la tierra de Israel. El programa era crear una organización internacional semejante a la cruz roja que su central será en la tierra de Israel. El plan nunca se implementó a pesar de que en su máximo fueron levantados más que 70 sucursales y se unieron 25 000 miembros en los Estados Unidos. Pequeñas sucursales fueron establecidas en Canadá e Inglaterra y una pequeña sucursal en Tel Aviv. Con el desmantelamiento de los regimientos judíos las ramas de Maguén David Adom fueron desmanteladas.[cita requerida]
En 1930, fue fundada en Tel Aviv en 1930 como sociedad de voluntariado de primero auxilios. En 1950, la Knéset la oficializó al promulgar la Ley Magen David Adom.

## Relaciones con el Movimiento Internacional de la Cruz Roja
Desde su creación hasta el año 2006 el Comité Internacional de la Cruz Roja (CICR) le negó el reconocimiento al Maguén David Adom por negarse a reemplazar la estrella de David roja por la cruz roja. Las razones corresponden a la conferencia de la Convención de Ginebra de 1929 que identificó solo dos símbolos (cruz roja y media luna roja, y dejó en desuso el León y Estrella Roja) y prohibió el uso de otros en el futuro (la estrella roja de David fue remitida al CICR en 1931).[cita requerida]
Con la aprobación de un tercer emblema, el Cristal Rojo, en diciembre del 2005 Maguén David Adom estuvo en condiciones de contar con la aprobación del CICR e ingresar a la Federación Internacional de Sociedades de la Cruz Roja y de la Media Luna Roja, pero siempre para las tareas humanitarias de índole internacional deberá utilizar la Estrella de David Roja dentro del Emblema del Cristal Rojo del CICR. El 22 de junio de 2006, MDA fue reconocido por el CICR y admitido como miembro pleno.

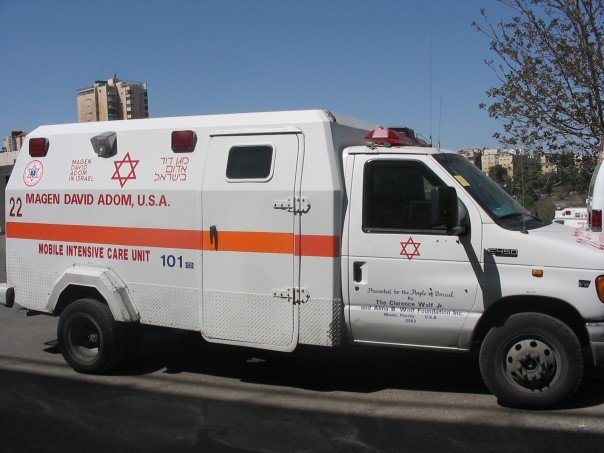
Una de las ambulancia de cuidados intensivos acorazada del distrito de Jerusalén. Estas unidades cumplen un papel crucial en los atentados terroristas.

## Nota

Emblema del Magen David Adom

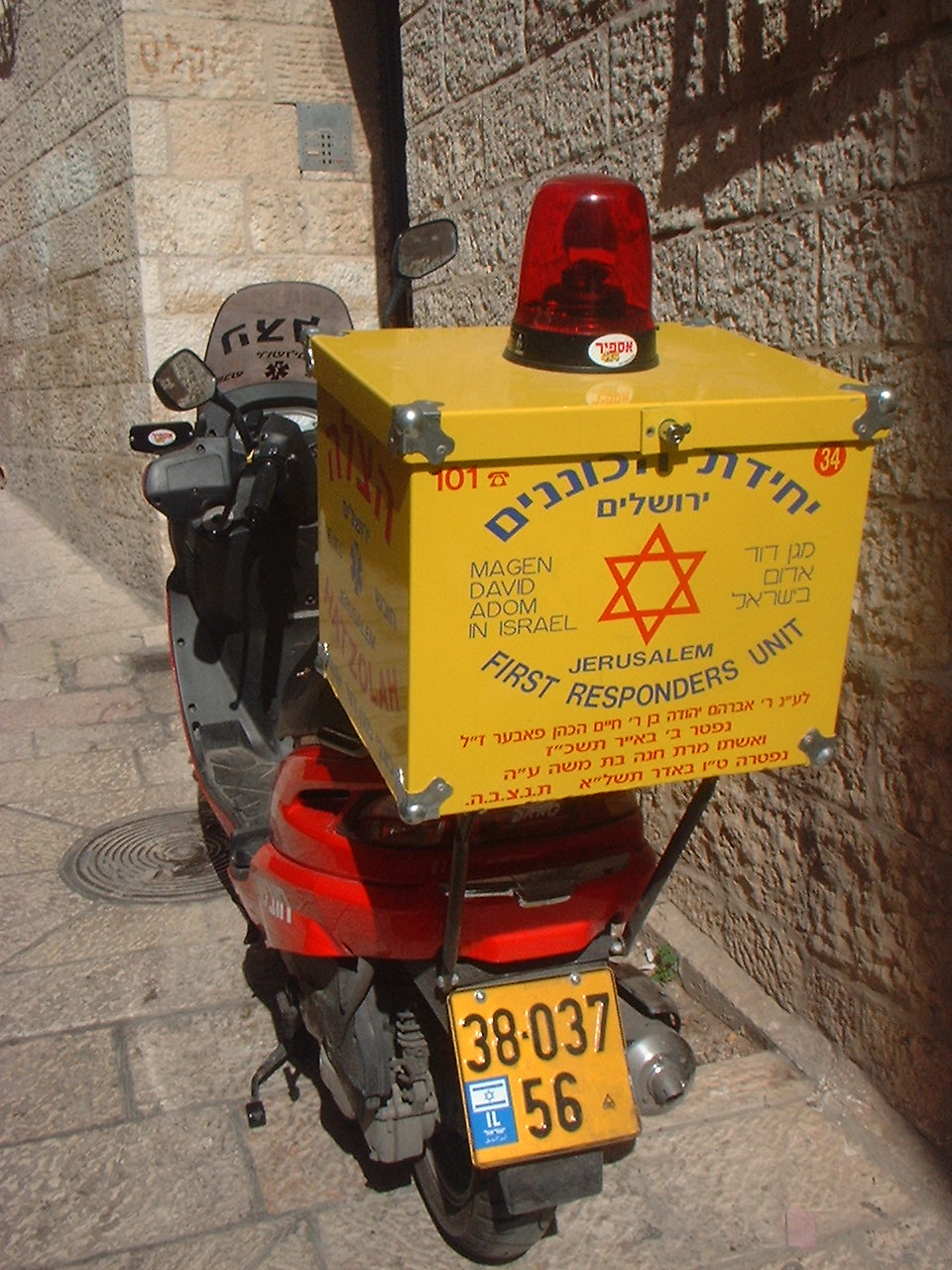
Motocicleta de primeros auxilios del Maguén David Adóm (Estrella de David Roja), Israel, 2006.

El emblema del MDA se introduce dentro del Cristal Rojo cuando es utilizado por el Comité Internacional de la Cruz Roja CICR. El Cristal Rojo es el tercer Emblema del Movimiento de la Cruz Roja y Media Luna Roja y su uso fue aprobado en el tercer Protocolo de los Convenios de Ginebra.

1. ↑  Aunque en inglés se escriba magen, la palabra hebrea que significa «escudo» se pronuncia en español maguén (como en «guerrero») y no magen (como en «magenta»). Desconociendo su pronunciación en hebreo, algunos medios internacionales la escriben en español siguiendo la lengua inglesa y de ahí llegan al inapropiado magen.